# Delia flavipes
Delia flavipes är en tvåvingeart som beskrevs av Tian och Ma 1999. Delia flavipes ingår i släktet Delia och familjen blomsterflugor. Inga underarter finns listade i Catalogue of Life.